# Luetkenia elongata
Luetkenia elongata är en kräftdjursart. Luetkenia elongata ingår i släktet Luetkenia och familjen Cecropidae. Inga underarter finns listade i Catalogue of Life.